# The Artistry of Michael Bolotin
The Artistry of Michael Bolotin é um álbum de estúdio do músico, cantor e compositor estadunidense Michael Bolton, lançado em 1993..

## Faixas
1. "Rocky Mountain Way"
2. "Time Is on My Side"
3. "Your Love"
4. "You're no Good"
5. . "It's Just a Feeling"
6. "Take Me As I Am"
7. "Dancing In The Street"
8. "These Eyes"
9. "If I Had Your Love"
10. "Lost in The City"